# Nojoud Ali
Pour les articles homonymes, voir Ali.
Nojoud Ali (ou Nujood Ali selon la transcription anglophone), née le 17 juin 1998, est une figure yéménite du combat contre le mariage forcé. À l'âge de dix ans seulement, elle a obtenu en justice un divorce historique, en rupture avec la tradition tribale. Elle figure parmi les « femmes de l'année 2008 » désignées par le magazine féminin américain Glamour, qui lui a associé dans le même hommage son avocate Chadha (ou Shada) Nasser, spécialiste des droits de l'homme et féministe, née en 1964.

## Biographie
Nojoud n'avait que neuf ans lorsque ses parents la marièrent à un homme d'une trentaine d'années. Régulièrement battue par sa belle-famille, violée par son mari, elle mit à profit une visite chez ses parents pour s'enfuir, le 2 avril 2008, deux mois après les noces. Sur les conseils de la seconde épouse de son père, elle se rendit directement au tribunal, seule, pour demander le divorce. Après une demi-journée d'attente, elle fut remarquée par le juge, Mohammed al-Ghadhi, qui prit sur lui de l'héberger temporairement et envoya père et mari en détention provisoire.
Chadha Nasser accepta de la défendre gratuitement. Pour l'avocate, il s'agissait de la poursuite d'un combat commencé avec son installation à Sanaa, où elle ouvrit dans les années 1990 le premier cabinet féminin et où elle se construisit une clientèle en offrant ses services aux femmes emprisonnées.
La loi yéménite ne fixait alors pas d'âge minimum pour les mariages, les familles stipulant dans le contrat de mariage l'interdiction des relations sexuelles jusqu'à ce que les jeunes épouses y soient « prêtes ». Devant la cour, Chadha plaida que le mari avait enfreint la loi puisqu'il y avait eu viol. Nojoud écarta la proposition du juge de reprendre la vie commune après une « pause » de trois à cinq ans. Le 15 avril, le tribunal lui accorda le divorce (en même temps que 250 dollars de compensation à son mari pour rupture de contrat).
Après le procès, Nojoud Ali a rejoint sa famille dans la banlieue de Sanaa. Elle est retournée à l'école à l'automne 2008, pour la première fois depuis son mariage, avec pour projet de devenir avocate. En février 2009, Nojoud Ali est venue en France afin de faire la promotion de son livre. Elle est notamment intervenue lors d'une soirée organisée par l'association Ni putes Ni soumises. 
Son histoire a été mise en scène au cinéma dans le film de la réalisatrice Khadija al-Salami : Moi Nojoom, 10 ans, divorcée.

### Conséquences pour le mariage des filles au Yémen
La même année, à l'initiative de Oras Sultan Naji, seule femme députée, un projet de loi visant à établir l'âge minimum du mariage à dix-sept ans, est bloqué par la commission de la charia au Parlement yéménite. 
Le projet de Constitution présenté en janvier 2015 prévoit d'amener l'âge légal du mariage à dix-huit ans, mais la guerre rend les conditions de vie difficiles et il n'y a pas d'âge minimum pour le mariage au Yémen.

## Écrits
- (Avec Delphine Minoui) Moi Nojoud, 10 ans, divorcée, Michel Lafon, Paris, 2009  (ISBN 978-2749909769)

## Sources
- Rozenn Nicolle, « La petite divorcée du Yémen », Libération, 31 janvier 2009
- « Une Yéménite de 10 ans parmi les femmes de l'année »(Archive.org • Wikiwix • Archive.is • Google • Que faire ?), Le Nouvel Observateur, 11 novembre 2008
- Delphine Minoui, « Nojoud, 10 ans, divorcée au Yémen », Le Figaro, 24 juin 2008
- Cyriel Martin, « Yémen : une fillette de 8 ans obtient le divorce », Le Point, 16 avril 2008
- (en) Carla Power, « Nujood Ali & Shada Nasser: The Voices for Children », Glamour, décembre 2008